# Moskovskaja (metropolitana di Nižnij Novgorod)
Moskovskaja (Московская) è una stazione della metropolitana di Nižnij Novgorod, posta all'incrocio fra le linee Avtozavodskaja e Sormovskaja. Fu una delle prime sei stazioni ad aprire sulla linea il 20 novembre 1985. È anche l'unica stazione che consente i trasferimenti da una linea all'altra. I passeggeri possono anche trasferire alla stazione ferroviaria. Inoltre, la stazione della metropolitana Moskovskaja è un nodo di trasferimento verso la stazione del Servizio ferroviario suburbano Nižnij Novgorod-Moskovskij.
Fino al 2012, era il capolinea settentrionale della linea Avtozavodskaja e, fino all'apertura della stazione di Strelka nel 2018, era il capolinea orientale della linea Sormovskaja. Perché la linea curva in direzione ovest dopo Moskovskaja, rimane la stazione più orientale sulla linea.
È nel distretto della città di Kanavinskij. Il nome deriva dalla stazione ferroviaria Moskovskij.

## Storia
La costruzione della stazione iniziò nel 1977. La stazione Moskovskaja fu costruita in modo aperto, a causa della quale molte strade e la piazza della stazione furono bloccate. La stazione è stata costruita immediatamente sotto la prospettiva di due linee, è stata la più grande in Unione Sovietica e la Russia di oggi. Oltre alla stazione stessa, è stata costruita una vasta rete di tunnel sul suo approccio. Alcuni di loro collegavano la stazione della metropolitana con la stazione ferroviaria Moskovskij. L'ultimo tunnel del genere fu costruito nel 2018 e collegò la stazione al grande magazzino centrale.
Durante la costruzione della stazione, nel 1984, i muri crollarono nella sua fossa. Di conseguenza, hanno ucciso due lavoratori della brigata studentesca. Questo incidente è servito come l'apparenza di una "leggenda metropolitana" sui fantasmi che vagano attraverso i tunnel e le stazioni. I lavoratori della stazione hanno riferito di aver sentito strani rumori nelle gallerie: gemiti, zanne di ferro o il suono dei martelli da martello. Tuttavia, le persone sono scettiche e credono che i suoni estranei nei tunnel siano una conseguenza della penetrazione e dell'attività di "urbex".
La stazione è stata aperta il 20 novembre 1985 come parte della prima sezione di lancio della metropolitana di Nižnij Novgorod "Moskovskaja - Proletarskaja".
Dal 1985 al 1993, era la stazione terminale per l'unica linea Avtozavodskaja. Dopo l'apertura della prima sezione della linea Sormovskaja "Moskovskaja - Kanavinskaja", è diventata definitiva per lei. Un movimento a forcella è stato organizzato presso la stazione - i treni della linea Avtozavodskaja "si sono voltati" alla stazione e sono proseguiti lungo la linea di Sormovskaja. Il 4 novembre 2012, dopo l'apertura della stazione di Gor'kovskaja, ha cessato di essere il stazione terminale per la linea Avtozavodskaja. E, dopo l'apertura della stazione di Strelka, il 12 giugno 2018, la stazione ha cessato di essere stazione terminale per entrambe le linee.

## Interscambi
La stazione è servita da numerose linee di tram, filobus e autobus urbani ed extraurbani.
- Stazione ferroviaria (Stazione di Nižnij Novgorod)
- Fermata tram (Stazione di Nižnij Novgorod - P.za della Rivoluzione, linee 1, 3, 27, 417)
- Fermata tram (Stazione di Nižnij Novgorod - Via Gordejevskaja, linee 6 e 7)
- Fermata filobus (Via Gordejevskaja, linee 8, 10, 15 e 25)
- Fermata autobus
- Stazione taxi

## Galleria d'immagini

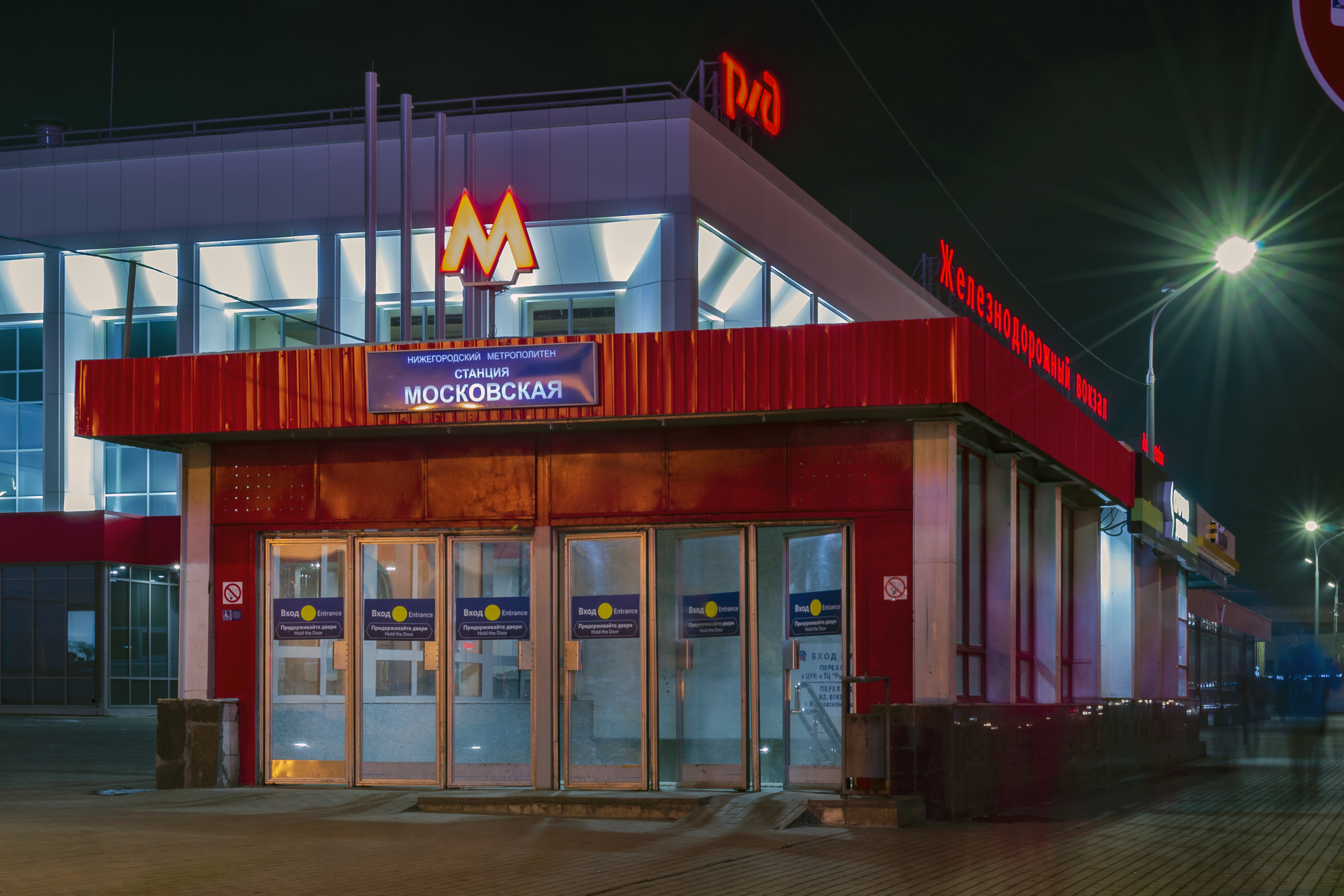
Ingresso alla stazione vicino alla stazione ferroviaria
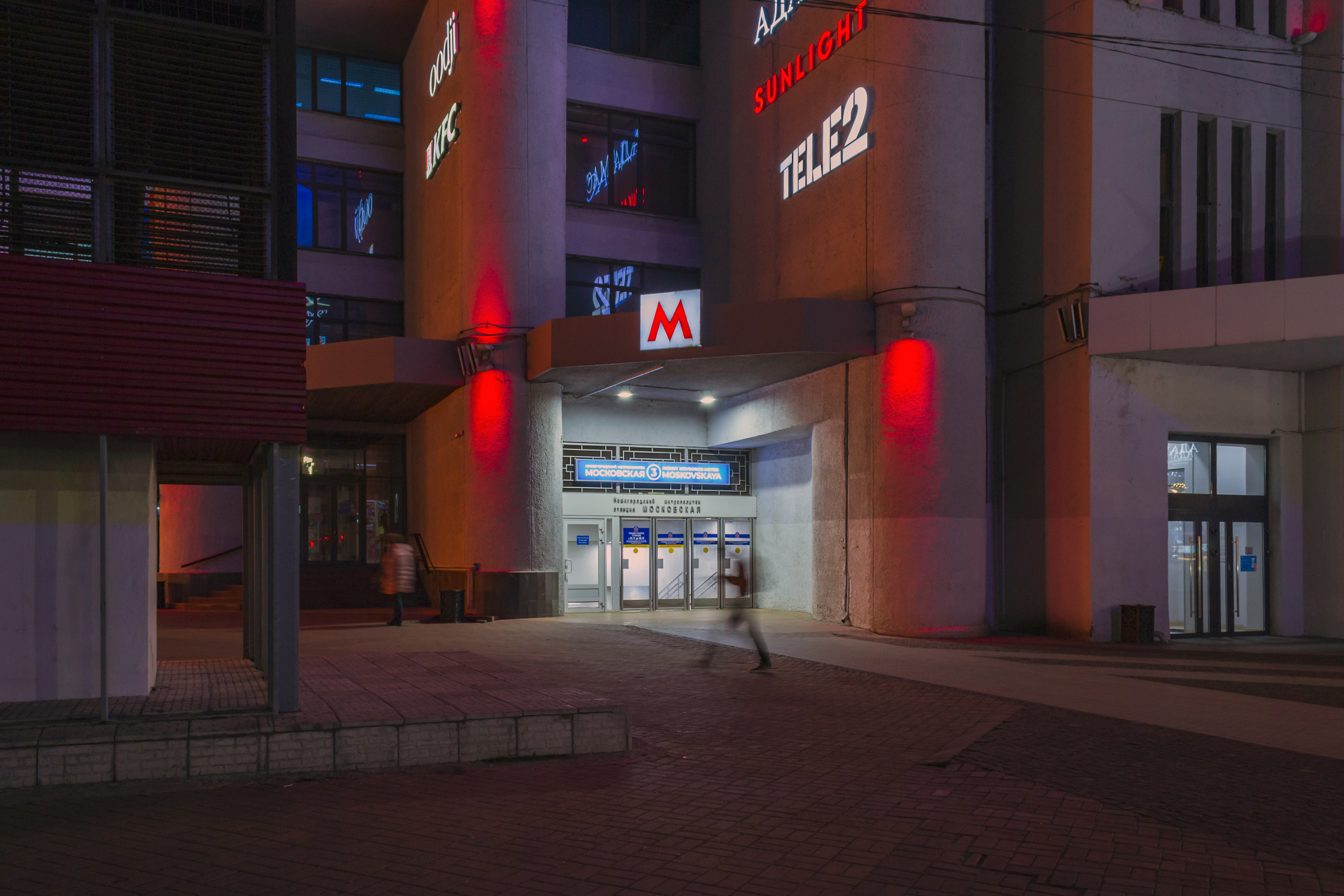
Ingresso alla stazione nell'edificio del grande magazzino centrale
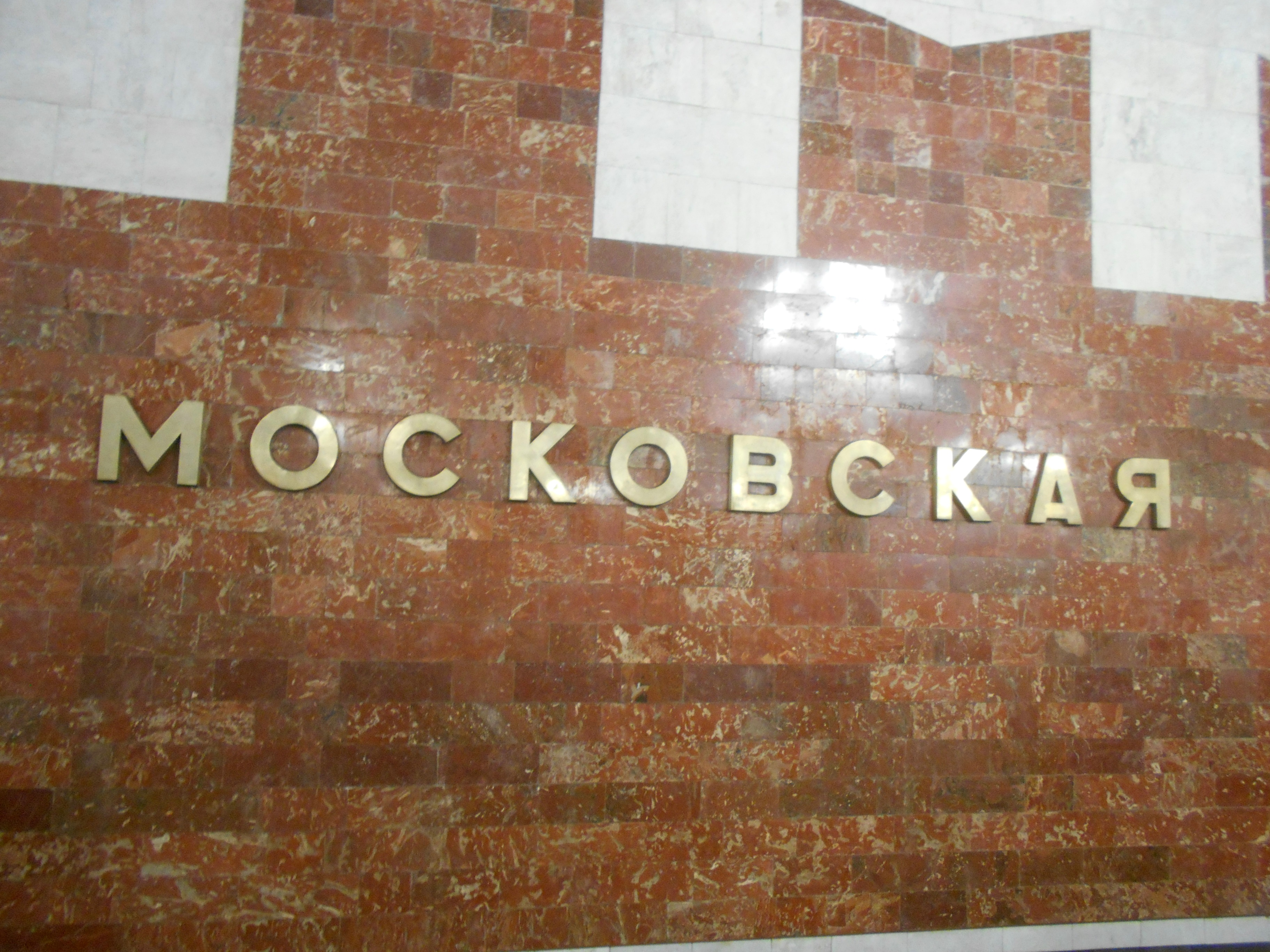
Nome della stazione sulla binario
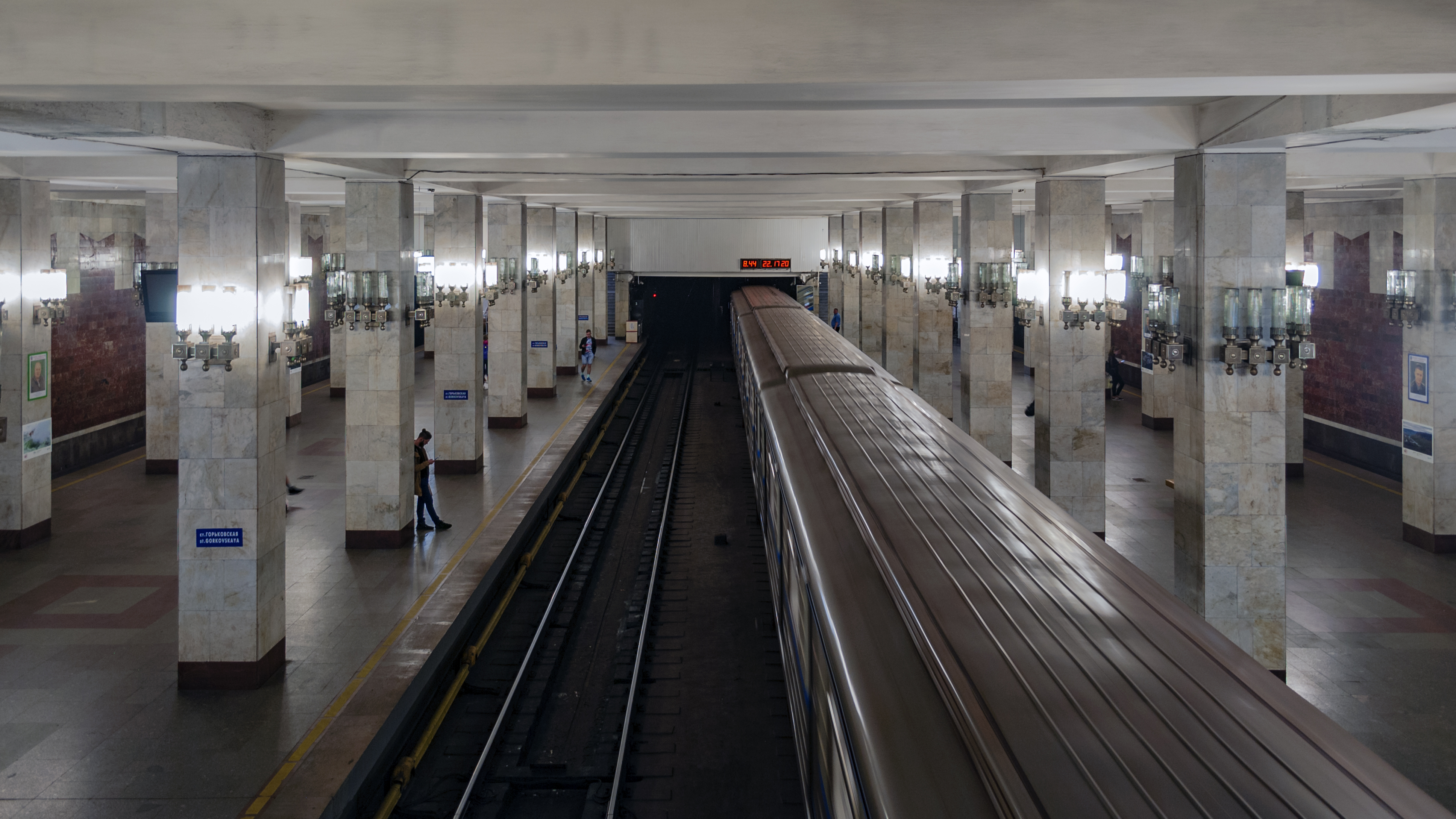
Il treno è sulla pista centrale. Vista dal ponte
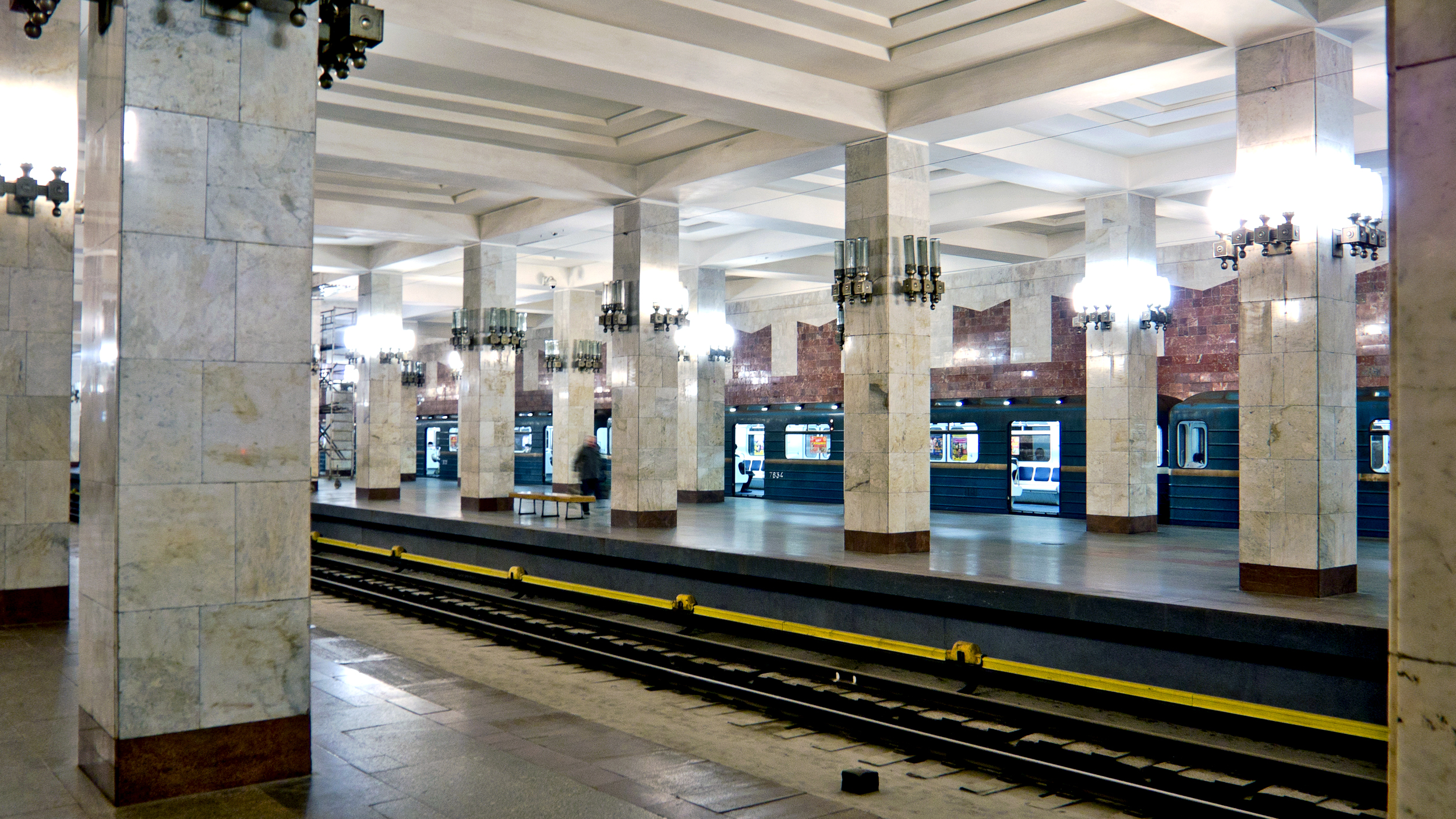
Linea 1 al centro e treno sulla linea 2